# Liste der Baudenkmäler in Breitenberg (Niederbayern)
Auf dieser Seite sind die Baudenkmäler in der niederbayerischen Gemeinde Breitenberg zusammengestellt. Diese Tabelle ist eine Teilliste der Liste der Baudenkmäler in Bayern. Grundlage ist die Bayerische Denkmalliste, die auf Basis des Bayerischen Denkmalschutzgesetzes vom 1. Oktober 1973 erstmals erstellt wurde und seither durch das Bayerische Landesamt für Denkmalpflege geführt wird. Die folgenden Angaben ersetzen nicht die rechtsverbindliche Auskunft der Denkmalschutzbehörde.

## Baudenkmäler nach Ortsteilen

### Breitenberg
| Lage                          | Objekt | Beschreibung | Akten-Nr.              | Bild |
| ----------------------------- | --- | --- | ---------------------- | --- |
| Am Binderberg (Standort)      | Wegkapelle | Rechteckbau mit giebelständigem Satteldach und Opferstock, 1. Hälfte 19. Jahrhundert; mit Ausstattung | D-2-75-118-1 Wikidata  | BW |
| Flenklweg 12 (Standort)       | Wegkapelle | Sogenannte Dichl-Kapelle, quadratischer Bau mit schindelgedecktem Walmdach, bezeichnet 1784, mit Opferstock, bezeichnet 1796; mit Ausstattung | D-2-75-118-14 Wikidata | BW |
| Springerwiesen (Standort)     | Bildstock | Segmentbogige Bildnische auf gebauchtem Inschriftensockel, bezeichnet 1774 | D-2-75-118-20 Wikidata | BW |
| Dreisesselstraße 4 (Standort) | Bildstock | Kopfstück mit Kielbogen auf Säule und Standplatte, Granit, 16./17. Jahrhundert | D-2-75-118-19 Wikidata | BW |
| Dreihiasl (Standort)          | Hofkapelle | Giebelständiger Schopfwalmdachbau mit Bändergliederung und korbbogiger Öffnung, 2. Hälfte 19. Jahrhundert | D-2-75-118-5 Wikidata  | BW |
| Nanzelberg (Standort)         | Holzkreuz | sogenanntes Zillner-Kreuz, Dreinageltypus mit Assistenzfiguren, in der Art des Joseph Weidinger, 19. Jahrhundert | D-2-75-118-2 Wikidata  | BW |
| Dreihiaslstraße 50 (Standort) | Ehemalige Seppn-Mühle | Breitgelagerter und eingeschossiger, teilweise verschindelter und verbretterter Flachsatteldachbau, Bruchsteinmauerwerk mit Eckquaderung, bezeichnet 1838 und 1858; Reste der Mühlenausstattung; Mühlkanal mit kleinem Wehr, 19.-20. Jahrhundert | D-2-75-118-4 Wikidata  | BW |
| Dreisesselstraße 1 (Standort) | Ehemals Pfarrhof | Stattliche geschlossene Vierseitanlage; ehemals Pfarrhaus, zweigeschossiger und giebelständiger, auf der Westseite verschindelter Halbwalmdachbau mit Bändergliederung und Schieferdeckung,1824; ehemals Stall, eingeschossiger Satteldachbau mit Dachvorschuss, Bruchstein und Quadermauerwerk, 1805; Stadel, Ständerbau mit Steildach, 1805                                                          | D-2-75-118-6 Wikidata  | Ehemals Pfarrhof |
| Dreisesselstraße 6 (Standort) | Ehemaliges Kramerhaus | Stattlicher zweigeschossiger und giebelständiger Halbwalmdachbau, korb- und stichbogige Öffnungen teilweise mit Eisenläden, 18. und 19. Jahrhundert | D-2-75-118-7 Wikidata  | Ehemaliges Kramerhaus |
| Dreisesselstraße 8 (Standort) | Katholische Pfarrkirche St. Raymund von Pennaforte | Polygonal schließende, langgestreckte Wandpfeilerkirche mit Querhaus, Fassadenturm und Vorhalle, Rahmengliederungen, zweigeschossiger Sakristei, Ölberg- und Lourdeskapelle, 1720–23, 1842–43 erweitert; mit Ausstattung; Friedhofsmauer mit zwei Pforten, Bruchstein mit Eckquaderung, 19./20. Jahrhundert; auf dem Friedhof historistische Grabstätten, 19./20. Jahrhundert (Raymund von Pennaforte) | D-2-75-118-8 Wikidata  | weitere Bilder |
| Rathausplatz (Standort)       | Kriegerdenkmal für 1914-18 | Obelisk auf Inschriftsockel, später Jugendstil, um 1920 | D-2-75-118-40          | Kriegerdenkmal für 1914-18 |
| Mickelholz (Standort)         | Feldkapelle | Sogenannte neue Laus-Kapelle, Quaderbau mit verschindeltem Steildach und offenem Gehäuse, Anfang 20. Jahrhundert | D-2-75-118-16 Wikidata | BW |
| Flenklweg 26 (Standort)       | Einödhof | Einödhof, stattliche, weithin sichtbare Dreiflügelanlage; Wohnflügel, zweigeschossiger Walmdachbau mit Bändergliederung, 1865; Seitenflügel, Stall mit Heuboden, Satteldachbau mit Traufschrot, gleichzeitig | D-2-75-118-10 Wikidata | BW |
| Höpflbergstraße 15 (Standort) | Ehemalige Silberschmiede und Wohnhaus des bekannten Künstler-Kunsthandwerkergeschlechtes Höpfl, das über 100 Jahre in Breitenberg wirkte und dessen kunstvolle Arbeiten in zahlreichen Kirchen des niederbayerischen Raumes und darüber hinaus zu finden sind. | Zweigeschossiger und traufständiger Mansarddachbau, mit Schweifgiebel und Bändergliederung, (Mansarddach mit Krüppelwalm), Gewölbe, imposante dorfseutig ausgerichtete, Schildwand (landschaftsbildprägender Vertreter städtischer Architektur auf dem Lande in von weiterher einsehbarer exponierter Lage), Gartenanlage, Teich, Brunnen, spätes 18. Jahrhundert                                      | D-2-75-118-11 Wikidata | Ehemalige Silberschmiede und Wohnhaus des bekannten Künstler-Kunsthandwerkergeschlechtes Höpfl, das über 100 Jahre in Breitenberg wirkte und dessen kunstvolle Arbeiten in zahlreichen Kirchen des niederbayerischen Raumes und darüber hinaus zu finden sind. |
| Höpflbergstraße 16 (Standort) | Eremitage (Klause mit profanierter Kapelle) des Franziskaner Mönches Frater Elias Zorretmayer / Wegbegleiter des Schriftstellers/Naturphilosophen Adalbert Stifter, Landschaftsbildprägender, Vertreter einer Bergerimitage/Einsiedelei in klassischer Aufteilung (Gebets- und Arbeitsraum) und kleiner Landwirtschaft mit zugehöriger Gartenanlage, in von weiterher einsehbarer landschaftsbildprägender, exponierter Lage. Ort mit historischer Bedeutung für den Dialog zwischen Natur und Christentum während der Verbreitung des Christentums in „Neuen Welt“ im Bayerischen Wald | Zweigeschossiger und traufständiger Satteldachbau mit eingeschossigem Kapellenanbau, spitzbogige Öffnungen, ehem hölzerner Glockenturm, neugotisch, 19. Jahrhundert, | D-2-75-118-18 Wikidata | Eremitage (Klause mit profanierter Kapelle) des Franziskaner Mönches Frater Elias Zorretmayer / Wegbegleiter des Schriftstellers/Naturphilosophen Adalbert Stifter, Landschaftsbildprägender, Vertreter einer Bergerimitage/Einsiedelei in klassischer Aufteilung (Gebets- und Arbeitsraum) und kleiner Landwirtschaft mit zugehöriger Gartenanlage, in von weiterher einsehbarer landschaftsbildprägender, exponierter Lage. Ort mit historischer Bedeutung für den Dialog zwischen Natur und Christentum während der Verbreitung des Christentums in „Neuen Welt“ im Bayerischen Wald |
| Nanzelberg (Standort)         | Wegkreuz | Mit Korpus im Dreinageltypus mit Assistenzfiguren, in der Art des Joseph Weidinger, 19. Jahrhundert | D-2-75-118-12 Wikidata | BW |
| Grünfeuchten (Standort)       | Wegkapelle | Sogenannte Saxinger-Kapelle, giebelständiger Rechteckbau mit Satteldach und stichbogiger Öffnung, 2. Hälfte 19. Jahrhundert | D-2-75-118-3 Wikidata  | BW |
| In Breitenberg (Standort)     | Wegkapelle | Sogenannte Pause-Kapelle, giebelständiger Satteldachbau mit offenem, rundbogigem Gehäuse und stichbogiger Nische, rückseitig verschindelt, 19. Jahrhundert | D-2-75-118-13 Wikidata | Wegkapelle |
| Mickelholz (Standort)         | Wegkapelle | sogenannte alte Laus-Kapelle, Zeltdachbau mit stichbogiger Öffnung, frühes 19. Jahrhundert; mit Ausstattung | D-2-75-118-17 Wikidata | BW |

### Gegenbach
| Lage                          | Objekt             | Beschreibung | Akten-Nr.              | Bild               |
| ----------------------------- | ------------------ | --- | ---------------------- | ------------------ |
| Gegenbachstraße 19 (Standort) | Arma–Christi–Kreuz | im Drei–Nagel–Typus, mit Assistenzfiguren, Joseph Weidinger, 19. Jahrhundert | D-2-75-118-43          | BW                 |
| Gegenbachstraße 27 (Standort) | Feldkapelle        | Satteldachbau mit stichbogiger Öffnung und Putzrahmung, 1772; mit Ausstattung | D-2-75-118-23 Wikidata | BW                 |
| Gegenbachstraße 50 (Standort) | Ehemals Bauernhaus | Jetzt kommunales Webereimuseum, Hakenhof, eingeschossiger Halbwalmdachbau mit Zwerchhaus, Bändergliederung und Eckquaderung, bezeichnet 1853, Stadelteil, verbretterter Ständerbau mit Hocheinfahrt; Traidkasten, Satteldachbau mit Giebelschrot und bemalten Balkenköpfen, bezeichnet 1775; Backofen, verschalter Satteldachbau, 1. Hälfte 19. Jahrhundert; Arma–Christi–Kreuz im Drei-Nagel-Typus, Joseph Weidinger, 19. Jahrhundert | D-2-75-118-22 Wikidata | Ehemals Bauernhaus |
| Nähe Gegenbach (Standort)     | Feldscheune        | sogenannter Lang–Weidestadel, Bruchsteinmauerwerk mit holzschindelgedecktem Krüppelwalmdach, 1. Hälfte 19. Jahrhundert | D-2-75-118-37 Wikidata | BW                 |

### Gollnerberg
| Lage                             | Objekt                                         | Beschreibung                                                                                                | Akten-Nr.              | Bild |
| -------------------------------- | ---------------------------------------------- | --- | ---------------------- | ---- |
| Schöllingerweg 1 (Standort)      | Wohnstallstadelhaus eines ehemaligen Zwiehofes | Eingeschossiger und giebelständiger, blechgedeckter Flachsatteldachbau mit Steildachstadel, bezeichnet 1848 | D-2-75-118-24 Wikidata | BW   |
| Spiesbrunnweg 2 (Standort)       | Arma-Christi-Kreuz                             | im Drei-Nagel-Typus, mit Assistenzfiguren, Joseph Weidinger, 19. Jahrhundert                                | D-2-75-118-42          | BW   |
| Wegscheider Straße 40 (Standort) | Wegkapelle                                     | Giebelständiger Satteldachbau mit verschindelter Westseite, bezeichnet 1756                                 | D-2-75-118-25          | BW   |

### Hammerschmiede
| Lage                           | Objekt               | Beschreibung | Akten-Nr.             | Bild |
| ------------------------------ | -------------------- | --- | --------------------- | ---- |
| Dreisesselstraße 59 (Standort) | Hammerschmiede Blößl | Eingeschossiger und giebelständiger Halbwalmdachbau mit Bändergliederung und korbbogigen Öffnungen, bezeichnet 1833, im Kern wohl älter; mit Ausstattung, zum Teil noch 18. Jahrhundert | D-2-75-118-9 Wikidata | BW   |

### Hirschenberg
| Lage                          | Objekt     | Beschreibung | Akten-Nr.              | Bild |
| ----------------------------- | ---------- | --- | ---------------------- | ---- |
| Hirschenbergweg 75 (Standort) | Wegkapelle | Holzbau mit Satteldach und verblechtem Glockendachreiter, 19./20. Jahrhundert                                       | D-2-75-118-27 Wikidata | BW   |
| Nähe Hirschenberg (Standort)  | Wegkapelle | Giebelständiger Holzbau mit Satteldach und verblechtem Giebeldachreiter, 1. Hälfte 19. Jahrhundert; mit Ausstattung | D-2-75-118-28 Wikidata | BW   |

### Jägerbild
| Lage                   | Objekt     | Beschreibung | Akten-Nr.              | Bild |
| ---------------------- | ---------- | --- | ---------------------- | ---- |
| Jägerbild 2 (Standort) | Hofkapelle | Polygonal schließender und traufständiger, blechgedeckter Satteldachbau mit Fassadentürmchen auf Säulen und Opferstock, Quadermauerwerk, 2. Viertel 19. Jahrhundert; seltener Steinpfeiler mit Ortsname, 18./19. Jahrhundert | D-2-75-118-30 Wikidata | BW   |

### Obernstein
| Lage                     | Objekt      | Beschreibung | Akten-Nr.              | Bild |
| ------------------------ | ----------- | --- | ---------------------- | ---- |
| Obernstein 20 (Standort) | Vierseithof | Ehemals Pflegerhaus, eingeschossiger und traufständiger Halbwalmdachbau mit Zwerchhaus, verschindeltem Uhrtürmchen und kräftigen Strebepfeilern nach Nordwesten, um 1700; Brunnennische mit Muschelbecken und Holzfigur des hl. Florian; hl. Johann Nepomuk auf profiliertem Granitsockel, in Holzgehäuse, beide Mitte 18. Jahrhundert; Wassergrand, Granit, bezeichnet 1851 | D-2-75-118-31 Wikidata | BW   |

### Rastbüchl
| Lage                      | Objekt                                     | Beschreibung                                                                                                | Akten-Nr.              | Bild |
| ------------------------- | ------------------------------------------ | --- | ---------------------- | ---- |
| Nähe Rastbüchl (Standort) | Katholische Filialkirche Mariä Heimsuchung | Halbrund schließende, blechgedeckte Saalkirche mit Vorzeichen auf Säulen, neugotisch, 1852; mit Ausstattung | D-2-75-118-32 Wikidata | BW   |
| Bergreut (Standort)       | Wegkapelle                                 | Tonnengewölbter Satteldachbau mit stichbogiger Öffnung, bezeichnet 1930                                     | D-2-75-118-44          | BW   |
| Bergreut (Standort)       | Arma–Christi–Kreuz                         | im Drei–Nagel–Typus, Joseph Weidinger, 19. Jahrhundert                                                      | D-2-75-118-45          | BW   |

### Ungarsteig
| Lage                     | Objekt                         | Beschreibung | Akten-Nr.              | Bild |
| ------------------------ | ------------------------------ | --- | ---------------------- | ---- |
| Bruckweg 5 (Standort)    | Austragshaus                   | Zweigeschossiger und giebelständiger Halbwalmdachbau mit Bändergliederung, 1856                                                                                     | D-2-75-118-35 Wikidata | BW   |
| Bruckweg 6 (Standort)    | Bauernhaus eines Dreiseithofes | Zweigeschossiger, auf der Westseite verschindelter Walmdachbau mit Bändergliederung und kleinem Stallflügel mit Schopfwalmdach und Traufschrot, bezeichnet 1849     | D-2-75-118-35 Wikidata | BW   |
| Bruckweg 28 (Standort)   | Wohnhaus eines Dreiseithofes   | Zweigeschossiger Walmdachbau mit Bändergliederung, Sterntür und Schmiedeeisenbalkon, bezeichnet 1826                                                                | D-2-75-118-38 Wikidata | BW   |
| Ungarsteig 44 (Standort) | Einzelhof                      | Eingeschossiger und traufständiger, teilweise versteinerter Blockbau auf Bruchsteinsockel, mit vorschießendem Steildach und Giebelschrot, 2. Hälfte 18. Jahrhundert | D-2-75-118-36 Wikidata | BW   |

## Ehemalige Baudenkmäler
In diesem Abschnitt sind Objekte aufgeführt, die früher einmal in der Denkmalliste eingetragen waren, jetzt aber nicht mehr. Objekte, die in anderem Zusammenhang – also z. B. als Teil eines Baudenkmals – weiter eingetragen sind, sollen hier nicht aufgeführt werden. Aktennummern in diesem Abschnitt sind ehemalige, jetzt nicht mehr gültige Aktennummern.

| Lage                                      | Objekt                     | Beschreibung | Akten-Nr.              | Bild |
| ----------------------------------------- | -------------------------- | --- | ---------------------- | ---- |
| ()                                        | Holzkapelle                | frühes 19. Jahrhundert; beim Anwesen Steininger                                                                                    | D-2-75-118-15 Wikidata |      |
| Burgstallberg Burgstallberg 22 (Standort) | Wohnhaus des Vierseithofes | Wohnhaus des Vierseithofes, mit überstehendem Halbwalmdach, bezeichnet 1842; Nordflügel mit Traidkasten, 1. Hälfte 19. Jahrhundert | D-2-75-118-21 Wikidata | BW   |
| Hirschenberg Nähe Hirschenberg (Standort) | Wegkapelle                 | Giebelständiger Holzbau mit Satteldach, Vordach auf Stützen und verblechtem Dachreiter, 19./20. Jahrhundert                        | D-2-75-118-26 Wikidata | BW   |

## Abgegangene Baudenkmäler
In diesem Abschnitt sind Objekte aufgeführt, die früher einmal in der Denkmalliste eingetragen waren, jetzt aber nicht mehr existieren, z. B. weil sie abgebrochen wurden. Aktennummern in diesem Abschnitt sind ehemalige, jetzt nicht mehr gültige Aktennummern.

| Lage                                 | Objekt                 | Beschreibung | Akten-Nr.              | Bild |
| ------------------------------------ | ---------------------- | --- | ---------------------- | ---- |
| Jägerbild alte Haus-Nr. 5 (Standort) | Stattliches Bauernhaus | mit Halbwalmdach, bezeichnet 1838 und 1846. (Anmerkung: Haus Nummer 5 nicht mehr existent, siehe historische Karte) | D-2-75-118-29 Wikidata | BW   |